# Szaján (település)
Szaján (avagy Magyarszaján, szerbül Сајан / Sajan) település a Szerb Köztársaság Vajdaság Autonóm Tartományának Észak-bánsági körzetében.

## Fekvése
Nagykikindától 17 km-re nyugatra, az Aranka folyó közelében található. Közigazgatásilag Nagykikinda községhez tartozik.

## Nevének eredete
Nagy valószínűséggel az 1255-ben Bodrog megyében birtokos Zeyhan kun herceg nevét viseli.  – A falu nevének értelmezéséről különböző vélemények vannak.
Oklevélben a települést 1449-ben Zayan névalakban említik először.

## Története
A környéken található pogány kori halmok valószínűsítik, hogy Szaján mai területén már az ókorban is laktak emberek. Tény, hogy a 19. század első éveiben, építkezések alkalmával faragott kőből szerkesztett épületalapokat, a római korból származó arany- és ezüstérmeket, illetve az első magyar királyok idejéből eredő érmeket találtak. E tények arra engednek következtetni, hogy nemcsak lakott volt a terület, de igen jeles település állhatott itt. A falu a középkorban virágzó, magyarok lakta helység.
1550-es évek elején Nagykikinda behódolt a töröknek, ekkor Szaján, több községgel együtt, elpusztult, de a település népének egy része Szeged környékére húzódott.
1660-as évek nagy tatárdúlásakor a felégetett Szaján lakosait Szeged és Tiszahegyes fogadta be.
A zentai csata (1697) után a Temesvár felé menekülő II. Musztafa szultán ismét felégette Szajánt és a környező falvakat. A község mai területe teljesen elnéptelenedett.
A török kiűzése (Pozsareváci béke, 1718. július 21.) után kamarai birtok lett a vidék. 1718-ban a nagybecskereki tiszttartóság már pusztaként adta bérbe a volt-falu földjét. A temesvári királyi kamarai adminisztráció a zágrábi püspöknek adta cserébe annak horvátországi birtokaiért, amelyek a határőrvidékbe estek, és a katonai kincstárnak szüksége volt rájuk. A püspök azonban később lemondott a birtokról.
1798-ban a bars vármegyei Tajnay családból Tajnay János és Antal köznemesek vásárolták meg, Tiszahegyes területével együtt, a 9500 kat. hold kiterjedésű birtokot. A leírások szerint a község határa:
A 18. században „...még vízzel körülvett hely volt. Az öregek szerint, (kik a telepítéskor már mint 10–12 éves gyerekek jöttek Szajánra) kezdetben néhány rabló lakott a víz nem lepte helyen, a kik a szomszéd községekbe jártak rabolni. Egy ízben azonban a rablott jószágokon nem tudtak megosztozkodni, a csalót felkötötték és szétszélyedtek. Mikor a víz elapadt, Szején (Padé… anyakönyvében ezen a néven fordul elő) földes ura: Tajnai János [helyesen: Tajnai Tajnay János] betelepítette Szeged népével. A megszállás ideje 1806-ra tehető. A szájhagyomány és a település korában már élők bizonyságtételük szerint Szaján lakosainak a legnagyobb része Szeged tanyáiról származott. Legtöbben jöttek Hantháza, vagy mint ők mondják: Hontháza környékéről, kevesebben a városból: Szegedről, hol számos családnak ma is [1880-as évek eleje] él ismerős rokona, kivel most is összeköttetésben van. Rokonaikat leginkább, ha Szegedre búcsúra (augusztus 5.) mennek, szokták meglátogatni.”
| „Szöged felű’ van ėgy’, kerek erdő, Rigó madár kerüli aszt kettő, Én is vôtam annak kerülője, Barna, kis l’án’ igaz szeretője. | Rigó madár fölszállott az ágra, Búsul szögén’, êhatta az párja, Engömet is êhagyott a babám, Árva vagyok, mint a rigó madár. | Sárga rigó, nė repű’j a fára, Hanem inkáb’ babám ablakjára, Hoty ha kérdi tűled mi jaz újság? Algyő, Tápé, Szöged szomorúság.” |

Szaján „nem volt egyéb, mint a Tisza és Maros folyók kiöntései (...) nádas és ingoványos talaj, melyből csak itt-ott voltak kimagasló térfogatok, melyeken az uraság ménese, gulyái és csordái legeltek.”
[Később is] „a falu népének sok kárt okoztak a belvizek, fakadó vizek és nagy területet foglaltak el a székek, szikes rétek, ahol csak székfűvirág termett és a birka talált legelőt.”

A 18/19. század fordulóján történt Szaján újra telepítése. 1805/1806-ban telepített Tajnay János földbirtokos Szeged környékéről – tanyákról –, továbbá az algyői uradalomhoz tartozó Hantháza kertészségéből 800 katolikus lelket. Ekkor települtek dohánytermesztők (gányók) is a faluba. 1816-ban az árvizekben elpusztult Szeged-közeli Vedresháza kertészei ugyancsak hozzájuk csatlakoztak. A magyarok Bánságba telepítését a nemzetiségiektől eltérően csak kis részben a kincstár, nagyobb részt a földesurak szervezték. – Tajnay János, majd fia, ifj. Tajnay János virágzó gazdaságot teremtett a községben, a környéken. A Szaján–Tiszahegyesi gazdaság a Tajnay uraság „fontosságu gazdasága, szép épületjei, híres ménese, gulyája... Az itt készitetni szokott sajt jóságáról nevezetes.” – A család azonban nem Torontál vármegye területén lakott, hanem a Bars vármegyei Tajna községben élt, ott volt a család kastélya is.
1828-ban megépült az első iskola a faluban.
1831 – Kolerajárvány pusztított a faluban. Emlékezetét őrzi Szent Bertalan napjának fogadalmi ünnepként való megülése.
1838 – Szajánból magyarok telepedtek át a jobb földekkel rendelkező Tiszahegyesre, ahol eleinte szerb gazdák juhászai lehettek.
1849 januárjában – a „szaladás idején” – a délről fölvonuló szerb szabadcsapatok négy ház kivételével fölégették Szajánt, a zsúpfödeles templomával és két iskolájával együtt. Az akkori plébános bölcs utasítására a lakosságnak két nappal korábban sikerült elmenekülnie Szegedre és Tiszahegyesre, majd a szabadságharc sikeres tavaszi hadjárata után visszatértek a fölperzselt faluba, és romjaiból újjáépítették és terebélyesítették Szajánt. Nagyobb, de még mindig zsúptetős templomot és iskolát építettek.

„Amíg a falu újjá épült, a szomszédos szerb többségű Tiszahegyesen húzták meg magukat, ahol Szent Vendelnek, a juhászok barokk védőszentjének tiszteletére kápolnát rögtönöztek maguknak. Ez a kultusz a merinó juhászat egykorú szajáni virágzását is tanúsítja.”

 
Az 1848/1849-es harcok idején megfogyatkozott lakosság pótlására a Tajnay család 1851-ben közvetlen Szaján mellett, a falutól északkeletre különálló községet alapított. A telepítési hirdetményre kizárólag bánáti svábok jelentkeztek. A sváb telepeseknek három hosszanti és egy keresztutcás kis falu épült, közepén kis teret is kialakítottak (Kis vagy Külső Szaján). ifj. Tajnay Jánosné Jeszenszky Vilma után a település neve Wilhelminfeld, magyarul Vilmatér lett. A szajáni magyarok Milhernek emlegették. – A vilmatéri svábok nem tudtak megmaradni a gyenge minőségű, vízjárta szajáni földeken, és néhány év múltán egy éjszaka elköltöztek. Évtizedekig emlegették a szajániak: a svábok éjjel elszéledtek a faluból, lámpáikat égve hagyták, hogy megtévesszék a földesurat. „Vígan jöttek, sírva mentek, s népünk ma is ott van.” – Wilhelminfeldet 1883-ban Szajánnal egyesítették.
1855-ben árvíz pusztította el a község határát, 1873-ban pedig ismét kolera dúlt itt, mely sok áldozatot követelt.

A Tajnayak birtoka, örökösödés útján, a báró Révay család birtokába került. A 19. század közepétől gróf Révay Simon a gazdaság tulajdonosa, és ő az 1880-ban épült római katolikus templom kegyura.
1882-ben gróf Révay Simon bérbe adta földbirtokát a zselléreiknek.
A 19. század végén is gyakoriak voltak az árvizek. 1883 körül a gyakori árvizek miatt többen hagyták el a települést, akik közül sokan Bácsgyulafalva területén telepedtek le. 1885. és 1891. években körülbelül 1700-an vándoroltak ki a helységből, nem tudták fizetni a bérleti díjat gróf Révay Simonnak. A községben maradtak, megvásárolták a gróf 9500 hold földjét, és az „örökülési földeken” főként dohány, búza, kukorica és más takarmánynövény termesztésével és állattenyésztéssel foglalkoztak. Gyarapították javaikat, és növekedett a község lakóinak száma. 

„Hej szajányi lakos vagyok én,
Tajnainak rabja vagyok én,
Nincsen neköm dohán’ palántám
Fönt is maratt az én áréndám.”
„Az utolsó évtizedben [az 1870-es évtized], hogy vízjárta földjét… ősszel bevetette, el kezdődött az esőzés s minthogy földjük laposban van, a vetés víz alá került. Tavaszra újra vetett és ha a tavasz vizes volt, mint amilyen volt is, dolga, magja ismét kárba veszett. Dohányt ültetett ezután a lassan kiszáradó földbe s megköszönte, ha akkor nem jött a dohányra víz: mikor szedni kellett. Kora tavasztól késő őszig kocsiján volt az eke, s dolga mellett mégis tengődnie kellett.”
„Szögények,
Majd ezután jobban lösztök (,)
Szögények!”

A 19. század második felében és a 20. század elején

„A szajániak térben és emberi kapcsolatokban legközelebb a tiszahegyesiekhez álltak... A szegényparaszt legények Tiszahegyesre mentek béresnek... A nagy számú szegényparaszt családnak a kevés helybeli nagygazda és módos gazda nem biztosított elegendő munka- és kereseti lehetőséget, ezért a tiszahegyesi szerb gazdáknál, a padéi és a csókai uradalomban, kisebb mértékben kikindai gazdaságokban vállaltak munkát. Parasztgazdaságokban nyáron a részesaratás és -cséplés, május elejétől betakarításig a kapálási napszám, kukoricatörés adott munkaalkalmat. A csókai uradalom szőlőtelepén és virágkertészetében lányokat, fiatalasszonyokat alkalmazott hónapszámosnak. Hétfőn hajnalban lőcsöskocsin vitték a szajáni hónaposokat Csókára és szombaton délután érkeztek haza. Szajáni nagylányok és legények nákófalvai német gazdákhoz is elszegődtek... [Tiszahegyesen] jobb földek vannak mint Szaján határában, ezért sokan a hegyesi szerb gazdáktól béreltek kukoricának való földet. Oda jártak piacra és a malomba őrletni. A tiszahegyesi lányok, fiatalasszonyok viszont a szajáni kamillaszárítóban vállaltak munkát. Szaján magyar és Tiszahegyes szerb lakói ismerték egymást, tisztelték a másik szokásait és bizonyos mértékig egymásra voltak utalva. Az utóbbi évtizedekben a törekvő szajániak sok földet vásároltak Tiszahegyes határában azoktól a szerb családoktól, amelyek már nem a földművelésre alapozzák megélhetésüket.”

A község a trianoni békeszerződésig a magyarországi Torontál vármegye Nagykikindai járásához tartozott.
1920. június 4. és 1941. április 17. között a Szerb–Horvát–Szlovén Királyság, majd a Jugoszláv Királyság községe.

„II. Rész – Magyarország határai
 27. Cikk. Magyarország határai következőképen állapíttatnak meg (lásd a csatolt térképet):...
 2. A Szerb-Horvát-Szlovén-Állammal:...”

1941. április 17-től 1944 végéig – a náci német csapatoknak az országrészből történő kiűzéséig – formálisan a fasiszta szerb bábállam részeként, a németek által megszállt nyugat-bánáti terület települése.
Az újjászerveződő és a megalakult Jugoszlávia (Jugoszláv Szövetségi Népköztársaság illetve Jugoszláv Szocialista Szövetségi Köztársaság) Szerbia Szocialista Népköztársasága/Szövetségi Köztársasága Vajdaság Autonóm Tartomány települése. (1945/46 –1992)

## Népesség

### Demográfiai változások
| 1837 | 1853 | 1900 | 1948 | 1953 | 1961 | 1971 | 1981 | 1991 | 2002 | 2011 |
| ---- | ---- | ---- | ---- | ---- | ---- | ---- | ---- | ---- | ---- | ---- |
| 3362 | 2457 | 2432 | 2430 | 2432 | 2334 | 1982 | 1655 | 1555 | 1348 | 1170 |

## Látnivalók
- Népművészeti tájház
- Római katolikus templom (épült: 1880 – Szent Istvánnak szentelt)[3]
- Nagy Balogh-féle villa (épült: 1911; Hódmezővásárhelyről származó, Nagy Balogh Antal módos gazda háza)[27][5]

## Szajáni népdalok
| „Áldás, békesség! Möny’ben dicsőség, Búza kinyér, egé’ség! Száz forint a zsebibe, Neköm is jusson belüle!” „Világra termötté, Gyönyörű, szép angyal. Szöbb a mosolygásod, Mint a piros hajnal; Fehérebb a képed Fehér patyolatná; Feketébb a szömöd Fekete bogárná. Köszönöm, angyalom, Hogy eddig szeretté; De azt is köszönöm, Hogy mán mögvetetté. Nem derül föl többet Vég napja éltömnek, Mer végire jártam Az én életömnek. Bujdosik az elmém A szeretőm miatt, Mint kis fecskemadár Kering az ég alatt.” „Kis úczán a sarkon Ott lakik a galambom, Piros almát válogat, A’val engöm csalogat.” „Kurta az én cziczám farka, Hun fekete, hun mög tarka; Az én babám ojan csalfa: A l’ányokat csalogatytya.” „Kivirágzott a szajányi temető, Holács Zsuzsi mos’ Szajánba’ legelső: Fölköti a piros kendőt fejire, Pörge haját r’ápödri a szélire.” „Házad előtt nem járok már, Ajtódat sė’ zörgetem már, Szép rúzsáddal vígadhacz’ mán, Szívemet szomorídha’d mán! Lögyé másná’ oj’ keserves: Mint én nálam vôtá’ kedves!” „Kiöntött a Tisza vize partyára, Elütötte a rúzsámat az árja, Eltemette a Nagy úcza árkába, Örökös bánatot hagyott az anynyára.” „Árva, árva, az Isten is látytya, Októbérba’ haza gyün a párja,… Árva vagyok, árvának születtem, A babámat igazán szerettem, Az írígyeök elszólították tűlem, Mos’ lött igazi árva belűlem.” | „Nincsen széle a piros zsebkendőnek, Nincsen kedve a kedves szeretőmnek! Maj’ lösz széle a piros zsebkendőnek, Maj’ lösz kedve a kedves szeretőmnek!” „Esik eső a kápiszta levélre, Fáj a szívem ėsz, szép, barna legényre. Fáj a szívem, ki nem löhet ál’ni: Ėgy’ legényé’ mö’nyit köl’ szenvenni!” „Fodros a szoknyám ajja, Nem vagyok én A lėján’nak legajja! Sėm eleje, sėm legajja! – No de – nem vagyok: Ėgy, szép barna, Legény babája vagyok! Csipkés a gatyám ajja, Nem vagyok én A legé’nek legajja! Sėm legajja, sėm eleje! – No de – nem vagyok Ėgy, szép barna, Lėjány babája vagyok!” „Szajány szélin van ėgy’, paplanos árok, Abba’ vannak a szajányi, szép l’ányok, Közepibe’ ėgy’, aranyos tulipánt, Kedves babám mikô lássuk mög ėgymást!” „Bár csak hamar este lönne, Hogy a malaczom êveszne! Lė felé mönnék keresni, A galambom megölelni.” „Három élű, fekete sás, Agygyon Isten jó é’czakát! Kesköny ágyat, szélös dunnát, Kivel betakarjuk ėgymást!” „Fúj a szél, forog a szél malom, Êzsibbatt néköm a job’ karom! Êzsibbatt a kedves galambom alatt: Hó fehér színű testye alatt.” „Szép a virágos fa Május hônapjába’, Ezörszöb’ a l’ány Eljedzött korába’. Nem anyátú lötté’ Rúzsa fán termötté’, Piros pünközs’ napján Hajnalba’ születté!’” „Má’ ma péntök, hônap szombat, Talán mökkéretnek? Édös anyám, édös anyám, De nagy kénra vösznek.” | „A ki dudás akar lönni: Milhéribe mönynyön lakni, Ottan vannak a tarka kutyák, Kibű’ lösznek czifra dudák.” „Ezörnyôczszáz hatvanharmadikba’ Köl lė Kata szentiványi alma? Köl’ bizon’, ha Varga Károj agygya. Varga Károj nem vötte tréfára, Fölmászott az alma fa ágára, Êhasatt az ėgygyik, gatya szára. Sütő Kata nem vötte tréfára, Belenyútt az anynya ládájába, Ki jis vötte ja varó kosarát, Mögvarta az ė’gyik, gatya szárát.” „Kerek levele vagyon a dohán’nak Sütő Kata mégis kimaratt l’á’nak; De nem azé’ maratt ki, hogy nem jó vô Varga Károj katonának való vôt.” „Sárga répa piczike, parányi Gyere kis l’án’ sajátát kapálni! Nem mögyök én sajátát kapálni: Gyönge karom nem akar hajlani! Nem mögyök én sajátát kapálni, Inkáb’ mögyök a babám ölelni. Iczi – piczi, parányi, parányi, Gyere velem krumplit kapálni! Nem mögyök én tė véled kapálni: Rosz’ a kapád, nem akari járni.” „Zöngedözik a tavasz, Maj’ mögnyílik mindön gaz! Édös, kedves paripám Mögunta mán az á’lást; Maj’ köl’ annak szalanni: Szilaj csikót hajtani.” „Ugyan rózsám mit gondoltá’: Mikor bundát csináltattá’? Van már térgyig érő bundád, Hambárodba’ nincsen búzád.” „Szép hejjön van a szajányi Nagy-kocsma, Ledényöknek van az oda csinálva, Legényöknek mög a Horvát l’ányoknak, Mög annak a hírös Mata Rozának. A szajányi kocsma udvar de tiszta, Azon sétál kilencz legény.., mög viszsza, A tizedik Szabó Sándor, jaj de szép, A ki utánn Mata Roza sírva néz.” | „Tarka bögre, vörös bor, Mikô iszunk ijenkor? Kécczör – háromszor. Akkô iszunk ijenkor: Mikô e’ánk kerül a sor. Kécczör – háromszor.” „Rúzsa Sándor hírös bėtyár, Ki van kötve az oszlopná’: Àra kéröm az urakat, Hogy nė verjék r’ám a vasat! Gyönge szívem maj’ möghasad.” „Igyá’ bétyár, múlik a nyár, Ù sė soká’ betyárkocz’ má’! Lėhullik a nyárfa levél, Huvá búsz el bėtyár legény? Maj’ lėhul la lapu levél, Beletakarôczik szögén’. Én is bėtyár legény vagyok, Hat, szürke paripán járok, Úgy késérnek a zsandárok.” „Mikor a betyárok Világbú kimulnak: Gazdag kocsmárosok Kúdulásra jutnak. De a szép asszonyok Mind lerongyollanak; Hegedüs cigányok Hazaballaghatnak.” „Tisza szélin van ėgy’ dėszka csárda, Abban’ táncol Ko’sút’ katonája, Jaj de szépen pöng a sarkantyúja. Bús szívemnek mögvídámítója.” „Csantavéri, csantavéri, poros út, Jaj de beteg, jaj de beteg az Ko’sút’! Ko’sút’ Lajos a magyarok vezérje. Szűz Márija mög a védelmezője, A jó Isten mindön jóra segîje!” „Árpa kinyér, Zab haluska’ Szalagy’ magyar, Gyün a muszka!” „A mindönit ennek a rongy világnak! M’ért sorozott engöm be katonának?! Huszár vagyok, szeretöm a l’ányokat, Mögölelem, mökcsólolom azokat. Barna, kis l’ány ö’szöm az Istenödet! Isten álgya mög aszt a szép lelködet! Köszönöm az eddég való hűségöd, Álgya mög az Isten mindön lépésöd.” „Umoda – dumoda, Kerékvári kukora! Ėngėdi – bėnėgdi, Li – dicz ki!” |